# The Devil's Dozen
The Devil's Dozen è un film del 2013 diretto da Jeremy London.
Film horror prodotto dagli Stati Uniti con protagonista Eric Roberts.

## Trama
Un'organizzazione sconosciuta e misteriosa ha rapito moltissime persone, uccidendone alcune e intrappolandone altre. Agli undici intrappolati in una stanza, viene detto di uccidersi a vicenda, altrimenti ogni dodici minuti uno di loro, verrà scelto casualmente per essere ucciso. 
La paura e il terrore di quello che sta succedendo, porterà gli undici ragazzi - tra i quali sono presenti un poliziotto, un mafioso, un assassino, un prete, una madre che ha ucciso il proprio figlio - a uccidersi l'un l'altro, fino a quando rimarranno solo due ragazze. Le due, incapaci di commettere un assassinio, decidono di aspettare il termine dei dieci minuti. Allo scadere del tempo, la porta serrata della camera dove si trovavano si apre, rendendole libere. Ma in realtà soltanto una si salva, visto che l'altra ragazza è il diavolo, niente di meno che il capo dell'organizzazione. 
Gli undici, erano già morti quando hanno partecipato al gioco, fatto per decidere se la loro anime sarebbero andate all'inferno o in paradiso. 
Finito il gioco, il diavolo mostra le sue vere sembianze e si prepara a trovare nuove vittime per il suo tenebroso divertimento.